# 杜布羅夫諾區
杜布羅夫諾區（羅馬化：Dubrovenskiy rayon）是白俄羅斯北部维捷布斯克州的一個區，行政中心为杜布羅夫諾，面積1,249.70平方公里，2009年人口16,974，人口密度每平方公里13.58人。